# Glover Bluff
Glover Bluff – krater uderzeniowy w stanie Wisconsin w USA. Skały krateru są widoczne na powierzchni ziemi.
Krater ma 8 km średnicy, powstał nie dawniej niż 500 mln lat temu (kambr). Utworzył go upadek małej planetoidy, która uderzyła w skały osadowe. O uderzeniu ciała niebieskiego świadczą zdeformowane dolomity i powstałe w skałach stożki zderzeniowe. Po powstaniu krater wypełnił piasek, który z czasem przekształcił się w piaskowiec.